# Grégoire Hetzel
Grégoire Hetzel (* 1972 in Paris, Frankreich) ist ein französischer Komponist und Schriftsteller.

## Leben
Nachdem er am Conservatoire de Paris graduierte, war Hetzel hauptsächlich als Filmkomponist für Filme wie Das Leben ist seltsam, Ein freier Mann und für den international bekannten und für den Oscar nominierten Die Frau, die singt tätig. Seine erste César-Nominierung in der Kategorie Beste Filmmusik erhielt er für das 2010 erschienene französische Drama The Tree, eine weitere Nominierung erhielt er im Jahr 2019 für An Impossible Love.
2003 veröffentlichte Hetzel mit Le vert paradis seinen ersten Roman, der bisher noch nicht ins Deutsche übersetzt wurde.

## Filmografie (Auswahl)
- 2001: Le stade de Wimbledon
- 2003: Nicht zu verheiraten (Vert paradis)
- 2004: Das Leben ist seltsam (Rois et reine)
- 2005: Hotel Marysol (Le passager)
- 2006: Der Liebespakt: Simone de Beauvoir und Sartre (Les amants du Flore)
- 2006: Die Verlegerin und der Autor (Les ambitieux)
- 2007: Der Killer (Le tueur)
- 2007: Ein freier Mann (Candidat libre)
- 2007: Jellyfish – Vom Meer getragen (Meduzot)
- 2008: Ein Weihnachtsmärchen (Un conte de Noël)
- 2009: Complices
- 2010: Die Frau, die singt (Incendies)
- 2010: L’avocat
- 2010: The Tree (L’arbre)
- 2011: Americano
- 2012: Der Börsenhai (Rapace)
- 2013: Ein ganz anderes Leben (Une autre vie)
- 2014: Das blaue Zimmer (La chambre bleue)
- 2014: Der Hof zur Welt (Dans la cour)
- 2015: La belle saison – Eine Sommerliebe (La Belle Saison)
- 2015: Die Jägerin (Moka)
- 2016: Agnus Dei – Die Unschuldigen (Les innocentes)
- 2017: Ein Kuss von Béatrice (Sage Femme)
- 2017: Ismaëls Geister (Les fantômes d’Ismaël)
- 2018: An Impossible Love (Un amour impossible)
- 2018: Wurzeln des Glücks (Holy Lands)
- 2019: Ich verkaufe deine Heimat (La forêt d‘argent)
- 2019: Im Schatten von Roubaix (Roubaix, une lumière)
- 2020: Lovers – Die Liebenden (Amants)
- 2020: Die perfekte Ehefrau (La bonne épouse)
- 2020: Ein Doktor auf Bestellung (Docteur?)
- 2020: Lovers (Amants)
- 2021: La croisade
- 2021: Das Seil (La corde)
- 2021: Tromperie
- 2022: Bruder und Schwester (Frère et sœur)
- 2022: Verkehrte Welt (L’innocent)
- 2024: Spectateurs!

## Werke
- 2003: Le vert paradis

## Auszeichnungen
- César 2011: Nominierung in der Kategorie Beste Filmmusik für The Tree
- César 2019: Nominierung in der Kategorie Beste Filmmusik für An Impossible Love